# زوجية تبديلة (رياضيات)
في الرياضيات، حين تكون X مجموعة منتهية ما عدد عناصرها يزيد عن الاثنين، تُقسم تبديلات X إلى صنفين اثنين متساويين من حيث عددُ العناصر : التبديلات الزوجية (بالإنجليزية: even permutations)‏ والتبديلات الفردية (بالإنجليزية: odd permutations)‏. يُميز بين الصنفين الاثنين كما يلي:
إذا عُرف ترتيب كلي على X، فزوجية تبديلة {\displaystyle \sigma } من X يعرف بزوجية عدد الأزواج x, y اللائي عرّضتهن {\displaystyle \sigma } للقلب. وبتعبير أبسط، هو عدد الأزواج x, y حيث x < y و σ(x) > σ(y).

## مثال
{\displaystyle \sigma ={\begin{pmatrix}1&2&3&4&5\\3&4&5&2&1\end{pmatrix}}={\begin{pmatrix}1&3&5\end{pmatrix}}{\begin{pmatrix}2&4\end{pmatrix}}={\begin{pmatrix}1&5\end{pmatrix}}{\begin{pmatrix}1&3\end{pmatrix}}{\begin{pmatrix}2&4\end{pmatrix}}.}
هده التبديلة فردية. انظر إلى الترميز الدائري